# Syrie sous l'Empire ottoman
1516–1918
Entités précédentes :
- Sultanat mamelouk du Caire

Entités suivantes :
- Turquie
- Syrie mandataire
- Palestine mandataire
- Mandat britannique de Mésopotamie

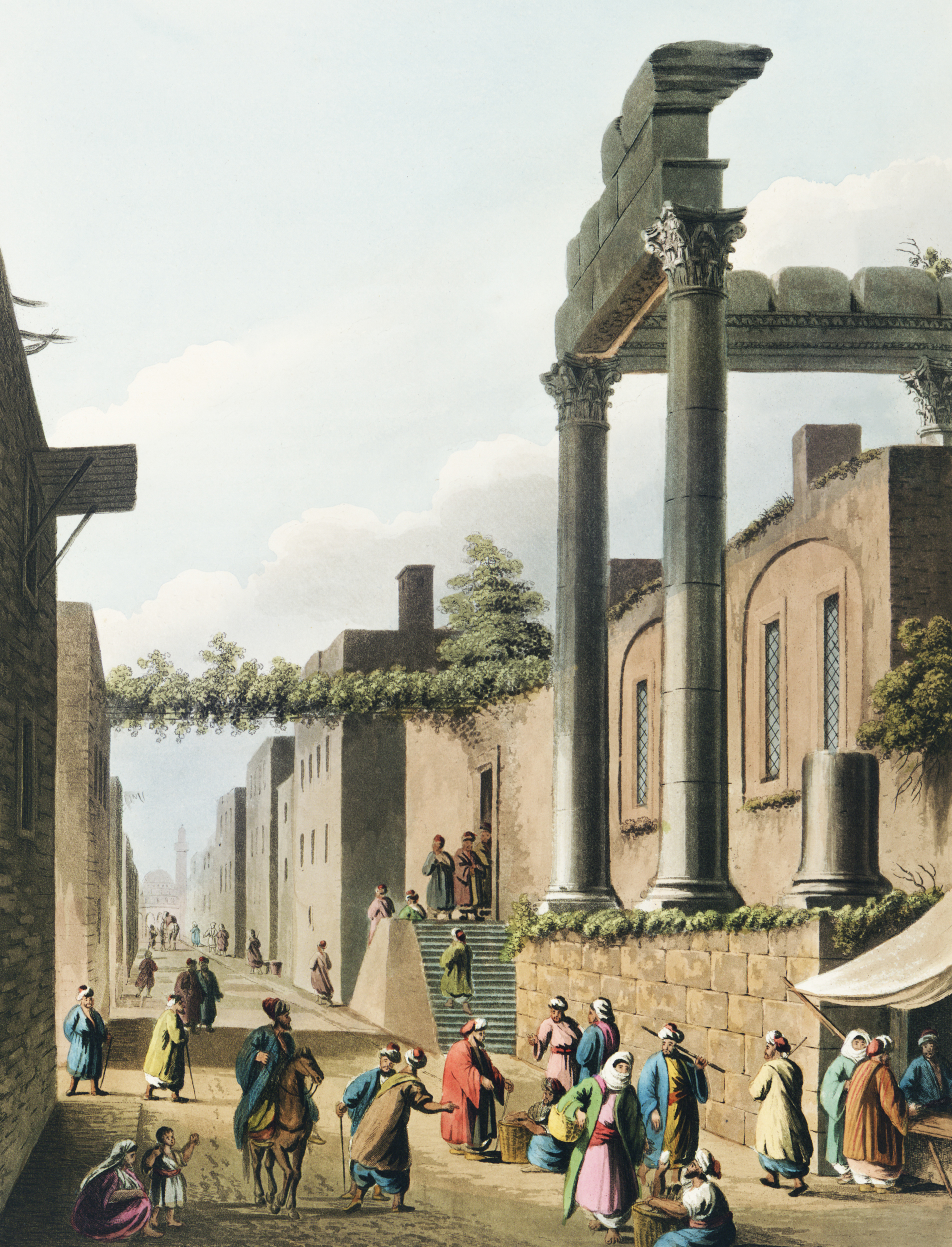
Vue de Lattaquié.

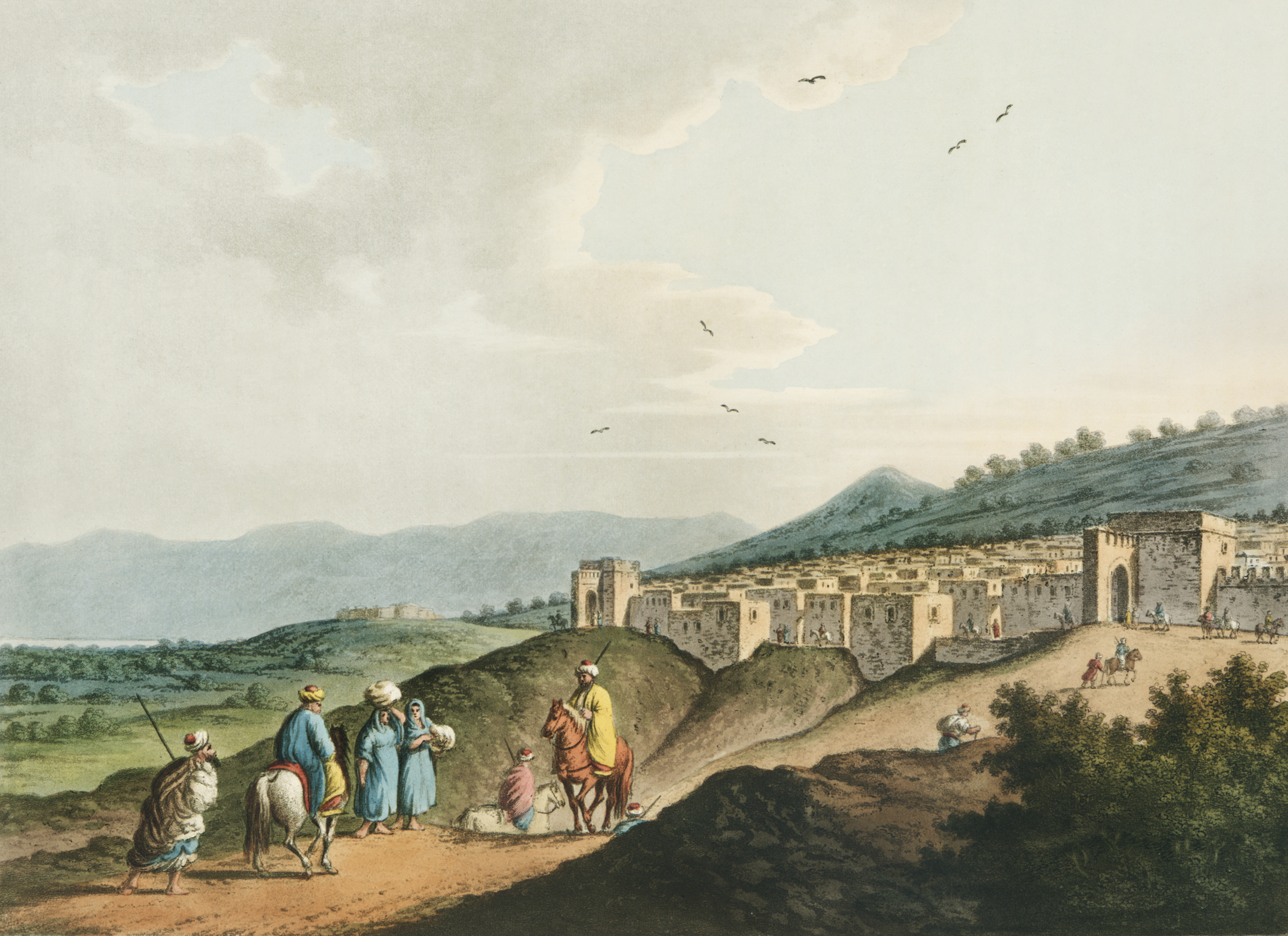
Vue de Bethléem.

La Syrie ottomane fait référence à la domination turque au Levant dans l'Empire ottoman entre 1516 et 1920. La Syrie au cours de l'ère ottomane incluait les actuels pays : la Syrie, le Liban, Israël, la Cisjordanie, la Bande de Gaza, la Jordanie et des parties de l'Irak et de la Turquie.

## Histoire de la Syrie ottomane
- 1516 : guerre entre l'Empire ottoman et le sultanat mamelouk qui domine l’Égypte et la Syrie. Bataille de Marj Dabiq : victoire de Sélim Ier qui organise la Syrie en province ottomane.
- 1516-1544 : l'émir druze Fakhr-al-Din Ier, de la famille druze des Maan (en), constitue une principauté vassale des Ottomans qui deviendra l'émirat du Mont-Liban.
- 1579 : extinction de la lignée de la famille Assaf (en), émirs turkmènes qui régnaient sur la région de Tripoli. Leur territoire devient le pachalik de Tripoli.
- 1635 : Fakhr-al-Din II, révolté contre les Ottomans, est capturé et décapité.
- 1697 : extinction de la dynastie des Maan. Les Chéhab, musulmans sunnites, leur succèdent au Mont-Liban.
- 1706 : première imprimerie du Proche-Orient créée par le patriarche chrétien Athanase IV d'Antioche à Alep.
- V. 1730-1775 : Dahir al-Umar, chef tribal de la région de Tibériade, crée une principauté semi-indépendante autour d'Akka. Il est vaincu et tué par les Ottomans en 1775[1].
- 1750 : construction du palais Azim à Damas, résidence du gouverneur ottoman Assad Pacha al-Azem, de la famille Al-Azem (al-Azim, al-Azm) qui domine la vie publique syrienne entre 1725 et 1783.
- 1775-1804 : Djezzar Pacha, mamelouk originaire de Bosnie, domine le sud de la Syrie comme gouverneur d'Akka puis de Damas.
- 1798-1801 : expédition française au Proche-Orient. Bonaparte, après avoir conquis l’Égypte, échoue au siège de Saint-Jean-d'Acre (1799).
- 1831-1833 : Première Guerre égypto-ottomane. La Syrie passe sous le contrôle de Méhémet Ali, vice-roi d'Égypte.
- 1834 : Révolte de Palestine (1834) contre la fiscalité et la conscription introduites par l'administration égyptienne.
- 1840 : Deuxième Guerre égypto-ottomane. Par le traité de Londres, les puissances européennes obligent Méhémet Ali à renoncer à la Syrie. Elle est évacuée par les troupes égyptiennes en 1841.

Au cours de cette période, les firmans (décrets) de la Sublime Porte de 1839 et, de manière plus décisive, ceux de 1856 - égalisent le statut des sujets musulmans et non musulmans. Les premiers, ressentant cette perte de supériorité, agressent et massacrent les communautés chrétiennes - à Alep en 1850, à Naplouse en 1856, à Damas et au Liban en 1860. Parmi les conséquences à long terme de ces conflits internes figure l’émergence d’un Liban dominé par les chrétiens dans les années 1920 et 1940 (il est important de mentionner que la tutelle française sur la Syrie à la suite des accords de Sykes-Picot, a grandement participé à créer un État sur le littoral à influence chrétienne) et la profonde scission entre les Arabes palestiniens chrétiens et musulmans face à l’afflux sioniste après la Première Guerre mondiale.
Le massacre de milliers de civils chrétiens lors du conflit au Liban en 1860 entraîne l'envoi d'un corps expéditionnaire des puissances européennes. Sous une pression européenne croissante, principalement de la France, un décret ottoman de 1861 supprime le caïmacanat, l'ancien régime fondé sur un régime religieux qui a conduit à la guerre civile, et le remplace par le moutassarifat du Mont-Liban, gouverné par un moutasarıf qui, selon la loi, devait être un chrétien non libanais. Il a pour conséquence l'autonomie du Liban vis-à-vis de Damas.
- 1895 : ouverture du chemin de fer de Beyrouth à Damas ; sont ensuite ouvertes les lignes de Damas à Alep en 1906, du Hedjaz en 1908 et de Berlin à Bagdad via Alep, en 1915.
- 1914-1918 : première Guerre mondiale au Proche-Orient et campagne du Sinaï et de la Palestine. Djemal Pacha est le gouverneur militaire ottoman. De 1916 à 1918, la grande famine du Mont-Liban fait périr environ un tiers des habitants de la montagne. En 1917-1918, les Britanniques du général Allenby conquièrent la Palestine et la Syrie.
- 1920 : traité de Sèvres. Partage de la Syrie ottomane entre la Palestine mandataire, sous mandat britannique et la Syrie mandataire sous mandat français : l'armée française met fin au royaume arabe de Syrie proclamé à Damas.

## Population
Le voyageur et essayiste Volney, à la fin du XVIIIe siècle, distingue cinq groupes de populations : les Arabes musulmans, qui forment la grande majorité, les "Grecs", c'est-à-dire les chrétiens orthodoxes ou maronites, les Turkmènes, les Kurdes et les Bédouins. Les Turkmènes de Syrie, selon lui, sont environ 30 000 dans les pachaliks d'Alep et de Damas. Ils migrent pendant l'été avec leurs troupeaux sur les plateaux d'Anatolie. Ils passent pour de bons guerriers et maintiennent une certaine indépendance vis-à-vis du pouvoir ottoman mais leurs divisions de clan ne leur permettent pas de jouer un rôle politique important. Selon le même auteur, ces deux provinces comptent 20 000 tentes (familles) de Kurdes de Syrie (en), répandus dans les régions montagneuses à l'est d'Antioche : ceux-ci ont une réputation de pillards.
Un mouvement d'émigration se dessine, d'abord assez réduit, vers l’Égypte, au XVIIIe siècle, puis, aux XIXe et XXe siècles, vers les Amériques et l'Afrique occidentale (voir Diaspora libanaise et Diaspora syrienne. Inversement, après le traité de Berlin (1878), le Levant reçoit quelques dizaines de milliers de déplacés des Balkans et du Caucase (muhacir (en)).
La population totale du Levant ottoman est connue par des recensements et estimations, avec une forte marge d'erreur.
- Vers 1780 : 2 305 000 habitants
- Vers 1840 : 2 800 000
- Vers 1895 : 3 100 000
- Vers 1913 : 3 500 000[5].

## Administration territoriale

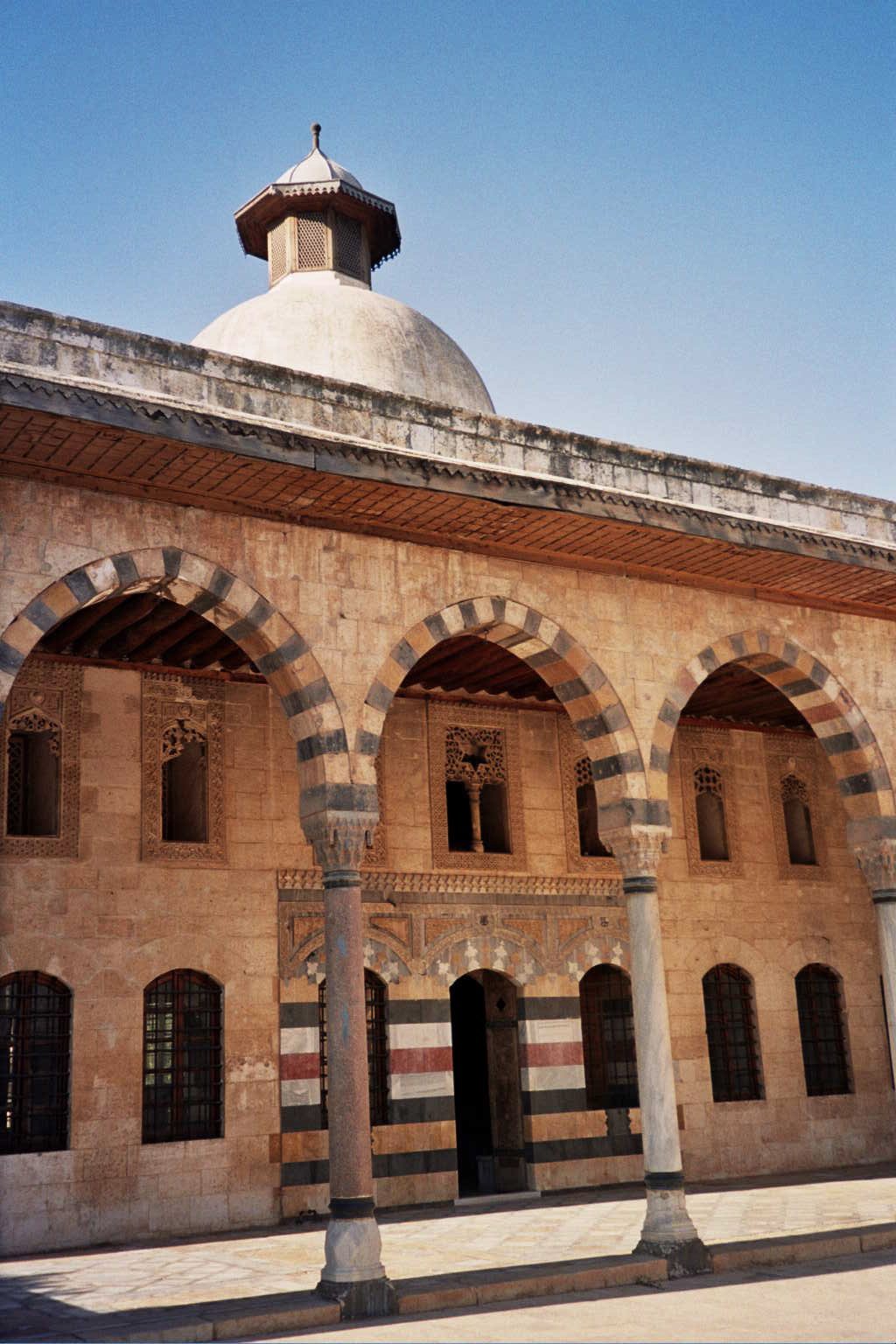
Palais Azim construit en 1750 par le gouverneur de Syrie Azim Pacha, Hama

La Syrie, après sa conquête par Sélim Ier en 1517, est divisée en deux eyalets (pachaliks) : Damas et Alep, comprenant chacun plusieurs subdivisions, appelées sandjak. L'eyalet de Tripoli est créé en 1579, celui de Raqqa (Urfa) en 1586, celui de Sidon en 1660. À partir de 1865, la Syrie ottomane est divisée entre les vilayets de Syrie (Damas), Alep, Beyrouth (créé en 1888), le moutassarifat du Mont-Liban et le sandjak ou moutassarifat de Jérusalem (détaché en 1872).

### Organisation des sandjaks à la fin de l'époque ottomane

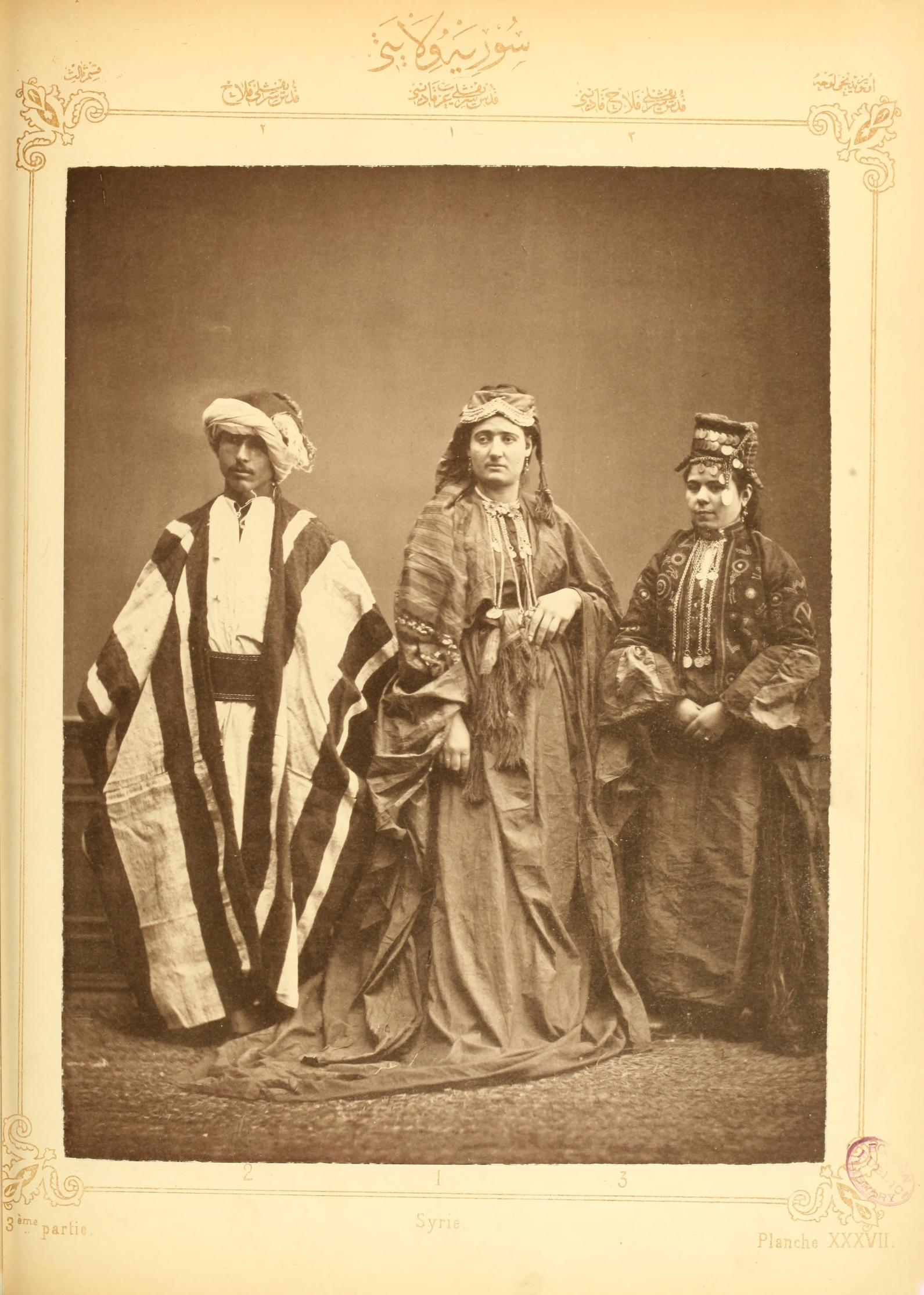
Les costumes populaires de la Turquie en 1873 - Partie 3 - Planche 037 : Un homme et deux femmes arabes des environs de Jérusalem. Album pour le pavillon ottoman à l'exposition universelle de Vienne, Pascal Sebah, 1873

Vilayet de Syrie
- Damas
- Hama
- Hauran
- Al-Karak

Vilayet d'Alep
- Alep
- Maraş (Kahramanmaraş)
- Antep (Gaziantep)
- Urfa (Şanlıurfa)
- Mont Siméon

Vilayet de Beyrouth
- Beyrouth
- Lattaquié
- Tripoli
- Acre
- Naplouse

Moutassarifats autonomes
- Moutassarifat du Mont-Liban
- Moutassarifat de Jérusalem
- Sandjak de Zor (Deir ez-Zor)